# Lucie Robert-Diessel
Lucie Robert-Diessel fou una pianista, compositora i pedagoga francesa nascuda el 3 d'octubre de 1926 a Rennes i morta el 25 d'agost de 2019 a París.

## Biografia
Lucie Robert neix el 3 d'octubre de 1936 a Rennes.
Comença els seus estudis musicals al Conservatori de la seva ciutat natal i obté un primer premi de piano a l'edat de dotze anys. Seguidament, és admesa al Conservatori de París, obtenint entre 1954 i 1959 set primers premis. Va estudiar harmonia amb Henri Challan, piano amb Lazare-Lévy i més tard amb Aline van Barentzen, música de cambra amb Capet, contrapunt i fuga amb Noël Gallon i acompanyament de piano d'Henriette Puig-Roget i orgue amb Rolande Falcinelli. Finalitza la seva escolaritat l'any 1963 sent guardonada amb el primer premi a la classe de composició de Tony Aubin.
L'any 1965 és guanyadora del primer Gran premi de Roma amb la seva cantata La Profecia de Cassandre sobre un llibret extret d'Agamèmnon d'Èsquil i esdevé pensionista a la Vil·la Médicis fins a l'any 1968.
Al seu retorn a França, Lucie Robert porta una carrera d'intèrpret i de compositora. En piano, és guanyadora del Concurs internacional de Barcelona, i en composició, del concurs de Mannheim. És solista a Ràdio França i ensenya al Conservatori de París entre 1972 i 2001.
L'any 1981, es casa amb el pianista i compositor Karl Diessel (1919-2018), amb qui realitza regularment concerts per a dos pianos a França i a l'estranger.
Com a compositora, la formació instrumental del duo de pianos li inspira diverses obres, una sonata per dos pianos i una suite per piano a quatre mans. Per instrument solista, compon una sonata pel piano, dues sonatines i tres preludis. Pel que fa la música de cambra, compon sonates per violí i piano, flauta i piano, així com peces per violoncel, contrabaix, oboè, amb acompanyament de piano, quartets de corda i quintets.
A partir de 1974 i de la creació a Roma per Georges Gourdet de Cadenza per saxòfon i piano, Lucie Robert-Diessel rep molts encàrrecs destinats al saxòfon i consagra aproximadament vint-i-cinc números d'opus a l'instrument, amb peces en solo o per conjunts de saxos, amb altres instruments o no. En companyia de Cadenza, Magheïa per piano i quartet de saxòfons, estrenat l'any 1976, o Messanuets, per catorze saxòfons, són considerades obres emblemàtiques.
El seu interès per la veu és marcat i la porta a escriure diversos cicles de melodies, a la manera de les Ombres de Tübingen, sobre un poema d'Alain Suied, una obra creada el 18 de desembre de 1997 en el marc d'un concert del Tríptic.
Estèticament, Lucie Robert-Diessel escriu « sense preocupar-se de cap moda i sense tancar-se a cap sistema », buscant per sobre de tot « l'expressió més directa i més sensible, dotant d'una gran importància a una composició temàtica i a la línia melòdica en general ».
Mor al 20è districte de París, al seu domicili del carrer Orfila, el 25 d'agost de 2019.

## Obres
Entre les seves composicions, que constitueixen en total un catàleg de més de cent opus, figuren sobretot[9] :

### Obres simfòniques
- Concerto per oboè i orquestra, 1965
- Tríptic, 1967
- Simfonia amb orgue, 1968
- Doble concert per saxòfon, piano i orquestra, 1968
- San Damiano per oboè, orquestra a cordes i timbals, 1972

### Obres vocals
- Tout est si clair, ce soir, cantata per soprano, flauta, mandolina o violí i piano, 1968
- Les Ombres de Tübingen, per recitant, baríton, mezzo-soprano i piano, 1995

### Obres per cors
- Fiat voluntas va matar, per cor, recitant i orgue, 1974
- Tantum ergo, per cor, 2 orgues, trompetes, trombons i timbals, 1979

### Obres escèniques
- L'esposa injustament sospitada, mini-òpera per soprano, mezzo-soprano, tenor, baríton i orquestra, 1963
- Arc de Sant Martí (història de Noé), música per un espectacle, per sintetitzador, orgue, 2 flautes, 2 récitants, 1989
- El Misantrop de sempre, música d'escena, per sintetitzador, 1989